# 솔레일 문 프라이
솔레이 문 프라이(Soleil Moon Frye, 영어 발음: /soʊˈleɪ/, 1976년 8월 6일 ~ )는 미국의 배우이다.

## 출연 작품
- 더 프라우드 패밀리 무비 (2005)
- 알렉스 인 원더 (2001)
- 트위스트 러브 (1995, Twisted Love)
- 피라나 (1995)
- 현대판 왕자와 거지 (1994, Summertime Switch)
- 펌프킨헤드 2 (1994)
- 말괄량이 미네르바 (1987)
- 인비테이션 투 헬 (1984)
- 굿바이 마이 다링 (1983)

### 텔레비전
- 내 이름은 펑키 (1984-88) - 펑키 역
- 신나는 개구쟁이 (1985)
- 프렌즈 (1999)
- 미녀마법사 사브리나 (2000-03)
- 로봇 치킨 (2009) - 애니메이션